# Benton Township (comté de Holt, Missouri)
Pour les articles homonymes, voir Benton Township.
Benton Township est un ancien township du comté de Holt dans le Missouri, aux États-Unis,.